# Кат Доса
Катарина Кардосо Јелушић (порт. Katarina Cardoso; Јоханезбург, 2002), познатија под својим уметничким именом Кат Доса, српска је певачица. Учествује на Песми за Евровизију '24 са песмом Тајни зачин.

## Биографија
Рођена је 2002. године, за себе каже да је Чачанка јер је у њему одрасла. Катаринина мајка Кристина је рођена у Анголи, док је деда по мајци из Португала, њен отац је Србин који се упознао са Кристином док је радио у Анголи. Студира економију у Београду, а завршила је и Међународну школу у Лисабону. Осим Србије, живела је и у Јужноафричкој Републици, Португалу, Боцвани и Русији.

## Каријера
Каријеру је започела 2020. године у продукцијској кући Bassivity Digital, пошто ју је другарица охрабрила да им пошаље своје текстове и мелодије.
Дана 25. децембра је откривен списак учесника Песме за Евровизију '24, на ком се нашла и Кат Доса, са песмом Тајни зачин.
Наступала је на Београд прајду 2024. године.

## Дискографија

### Синглови
- Допада (2023)
- Лош је (2023)
- Gogo (2023)
- Тајни зачин (2024)
- Sexy Express (2024)
- Духови (2024)